# 2007年巴基斯坦国家紧急状态事件
2007年11月3日，巴基斯坦总统、陆军参谋长佩尔韦兹·穆沙拉夫将军突然颁布全國紧急状态令，中止宪法，实行临时宪法令。 紧急状态令宣布后，军队进驻位于伊斯兰堡的巴基斯坦最高法院，当时法官仍在法院内。 巴基斯坦政府信息和广播部部长 Tariq Azim Khan 在电视上声称预订于2008年1月举行的议会选举将被无限期推迟。 其后于2007年11月8日穆沙拉夫亲自宣布议会选举将于2008年2月举行。
2007年11月29日晚上，總統穆沙拉夫發表全國電視講話，宣布国家紧急状态於12月16日结束。

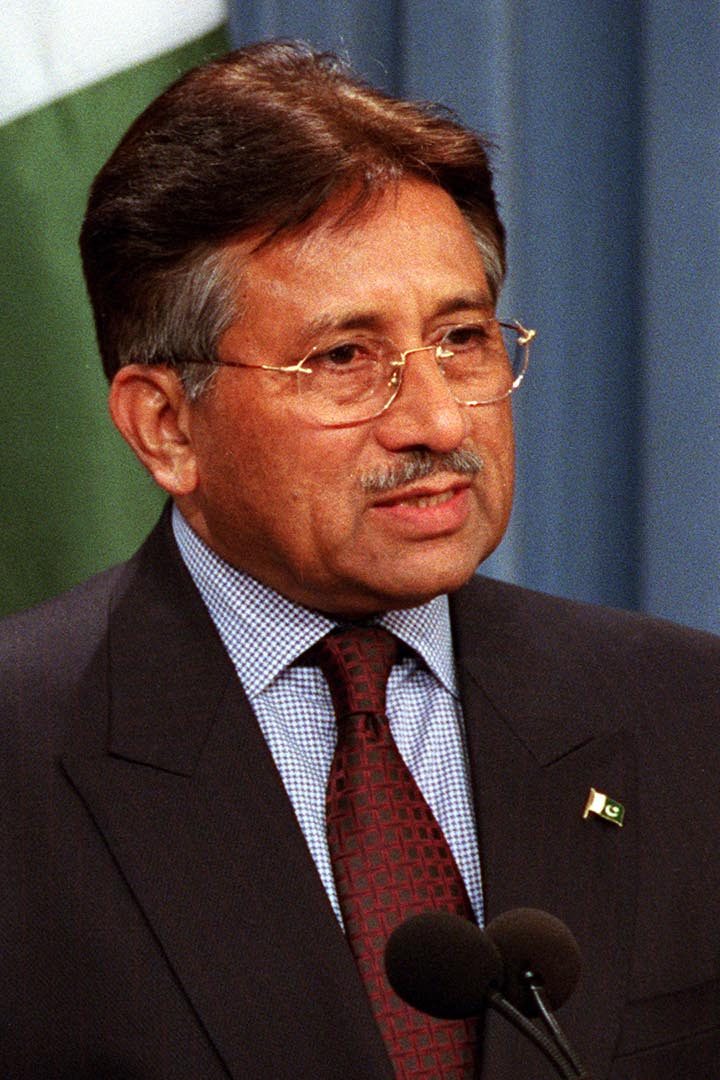
穆沙拉夫从1999年起领导巴基斯坦。

## 背景
穆沙拉夫赢得2007年巴基斯坦总统选举后，由于其仍为军方最高统帅巴基斯坦最高法院对其参选资格提出疑议。 因此最高法院决定推迟宣布选举结果。 而巴基斯坦议会选举将在2008年1月进行。
11月2日巴最高法院推翻了原关于休庭至11月12日的决定，将于11月5日尽快解决此案。部分原因是迫于外界关于持续推延将给巴基斯坦国内稳定带来更大冲击的批评。 因为11月12日距穆沙拉夫本次任期结束只有三天，如不能尽早解决将使巴基斯坦出现权力真空。
早先巴基斯坦总检察长马立克·穆罕默德·加尧姆（Malik Muhammad Qayyum）曾告诉法院，当局不会宣布戒严令。

## 颁布国家紧急状态令
在最高法院做出判决前，穆沙拉夫突然以最高军事统帅的身份于11月3日颁布国家紧急状态令，并宣布临时宪法令。该消息是由巴基斯坦国营电视台于当地时间早6:10公布，但并没有其他具体消息。宪法被临时终止，法官需要重新宣誓。
巴基斯坦黎明新闻台（Dawn News）报道军队进入最高法院拘捕了首席大法官伊夫提哈尔·穆罕默德·乔杜里（Iftikhar Mohammad Chaudhry）。随后由阿卜杜勒·哈米德·多加尔（Abdul Hameed Dogar）宣誓接任该职位，而其他大部分法官拒绝接受临时宪法令。
而紧急状态令中至少有一处是针对这些法官的：
|  | 然而一些司法人员已经越过了他们的权限和他们应尽的职能； |

同时《紧急状态令》中的共13条解释中至少有7条提到了司法部门应该对国家当前的危机状态负责。
在伊斯兰堡的巴基斯坦民营电视台全部被停播。 报道称伊斯兰堡市内重要地点已布置了大量军队。
当伊斯兰堡局势紧张时，巴基斯坦另一重要城市卡拉奇则平静的多。人们的反应和往日并无太大差异。
而在印巴边境，印度方面密切关注其邻国形势。
截止2007年11月5日，已有超过3500人被捕。他们大多为律师、维权人士和自由派政党成员。 联合国人权事务高级专员办事处主席路易斯·阿尔布尔宣称，联合国官员艾斯玛·杰汉戈也被当局拘留。

## 紧急状态令全文
见2007年巴基斯坦《紧急状态令》全文

## 全国讲话
周日早穆沙拉夫通过国营电视台发表了在宣布紧急状态令后第一次公开演讲。 以下为其演讲的部分内容：
|  | 今天我发表这个演说是因为我们的国家正处在一条布满国内危机和分裂的危险的道路上。从各国的历史来看，现在是做出困难决定的时刻了。巴基斯坦同样必须要做出艰难而痛苦的决定。如果现在不能下定决心，那么巴基斯坦完整就会面临危险。在我作出任何许诺之前，我要先声明一切决定都是为巴基斯坦。巴基斯坦国家的利益高于一切个人利益。国家会认同这一点。在上个月，局势变化很快。恐怖主义和极端主义空前高涨。在卡拉奇、拉瓦尔品第、萨果达及全国各个地区，极端主义不断加强。极端主义在整个国家中漫游。刚开始只是在边境地区，现在已经蔓延到其他地区了。很遗憾，极端主义甚至已经蔓延到巴基斯坦的心脏地带。 |

穆沙拉夫在演讲中还提到了美国前总统林肯，表示林肯曾在美国南北战争时期也暂停了原先的许多公众权利，而他现在面临同样的境地。

### 巴基斯坦国内反应
已故巴基斯坦前总理贝娜齐尔·布托缩短了其在阿联酋迪拜的行程，提前回到巴基斯坦。在卡拉奇机场得到了支持者的迎接。
流亡沙特阿拉伯的巴基斯坦前总理纳瓦兹·谢里夫声称这是另一种恐怖主义。

## 国际反应

### 亚洲
- 中国：“中方关注巴基斯坦局势，相信巴政府和人民有能力解决自己的问题，希望巴保持稳定和发展。”[20]
- 香港：香港保安局提醒前往巴基斯坦的香港民众注意自身安全，并时刻注意局势发展。其发言人声称港府将持续关注事态发展。 [21]
- 印度：“我们为巴基斯坦正在经历的艰难时期感到遗憾……我们相信巴基斯坦将很快恢复平静，并成为一个稳定和民主的国家。”[22] 印度外交部长普拉纳博·穆克吉（Pranab Mukherjee）与印度总理曼莫汉·辛格会面，并向其汇报了该形势。印度对此表现的很谨慎，是为了避免这次事件影响印巴两国间的和谈。[23] 有迹象表明一些巴基斯坦极端宗教组织成员为逃避镇压而向印度控制区内渗透，为此印方加强了其边境及实际控制线上的警戒。[24]

- 阿富汗：“巴基斯坦的稳定与安全状况直接关系者阿富汗的局势……我们正密切的关注着巴基斯坦的形势。我们希望我们的邻居能够稳定与和平。”[25]
- ：“作为一个友好国家，孟加拉密切关注巴基斯坦事态的发展。我们将这些事件视为其内部事务……不过我们不愿看到这将其引向不稳定的状态。”[26]

### 北美
- 加拿大：外交部长声称 “这破坏了巴基斯坦的民主发展、司法独立并剥夺了巴基斯坦人民应有的享有自由平等选举的机会。”[27]
- 美国：美国国务卿康多莉扎·赖斯在事发之前曾声明“美国不会支持任何在宪法体制之外的手段……巴基斯坦需要准备并举行自由公平的选举。”[7] 在紧急状态令颁布后，赖斯表示“深感不安”。白宫国家安全委员会发言人戈登·约翰德罗（Gordon Johndroe）称此动作“非常令人失望”，并表示穆沙拉夫“应当遵守他一月份时关于举行一次自由平等的选举，及在重新宣誓就职前辞去军队总司令的头衔的承诺。”[28] 紧急状态令公布后，美国终止了对巴基斯坦的军事援助。[29]

### 欧洲
- 英国：外交大臣大卫·米利班德表示“遵守有关举行自由公平选举的承诺”对于巴基斯坦是至关重要的。[6]
- 法國：法国外交部长要求穆沙拉夫展开政治对话，并维持法制。[25]
- 德国：德国联邦经济合作与发展部发言人声称，“发展合作项目 — 如能源项目 — 必须经重新考虑并要和其它国际合作伙伴商讨。” 他还声明，“国内社会的进步，妇女和儿童的独立解放，将受到无限的支持。”[30]
- 荷蘭：荷兰发展合作大臣伯特·库德尔斯（Bert Koenders）声称荷兰将冻结对巴基斯坦的经济援助。库德尔斯说穆沙拉夫的行动是“一次对巴基斯坦民主、人民和社会发展有害的夺取行动”。[30]

### 其他
- 英联邦：英联邦秘书长唐·麦克金农（Don McKinnon）将该事件描述为“一个利害攸关的事件”并声称“只是向错误的方向迈出了一步”。（並於2007年11月中止其會員資格，2008年5月平复）[31]